# Aralie à grappes
Aralia racemosa
Espèce
L'Aralie à grappes (Aralia racemosa) est une espèce de plantes à fleurs de la famille des Araliaceae. C'est une plante herbacée vivace à feuillage caduc originaire des États-Unis et du Canada. Son aire de répartition natale comprend la plupart des États-Unis de l'Est. C'est une plante ornementale, d'environ 1 à 2 m de hauteur, qui pousse dans les zones ombragées.

## Systématique
Le nom correct complet (avec auteur) de ce taxon est Aralia racemosa L..
Ce taxon porte en français les noms vernaculaires ou normalisés suivants : aralie à grappes,, anis sauvage, grande salsepareille, angélique des montagnes.
Aralia racemosa a pour synonymes :
- Aralia racemosa f. foliosa (Vict. & J.Rousseau) Scoggan
- Aralia racemosa f. racemosa
- Aralia racemosa subsp. racemosa
- Aralia racemosa var. foliosa Vict. & J.Rousseau

## Étymologie
Son nom Aralia lui a été donné en 1753 par Linné et son nom spécifique racemosa qui signifie racème fait référence aux fleurs réunies en racèmes, en grappes.

## Description

### Appareil végétatif

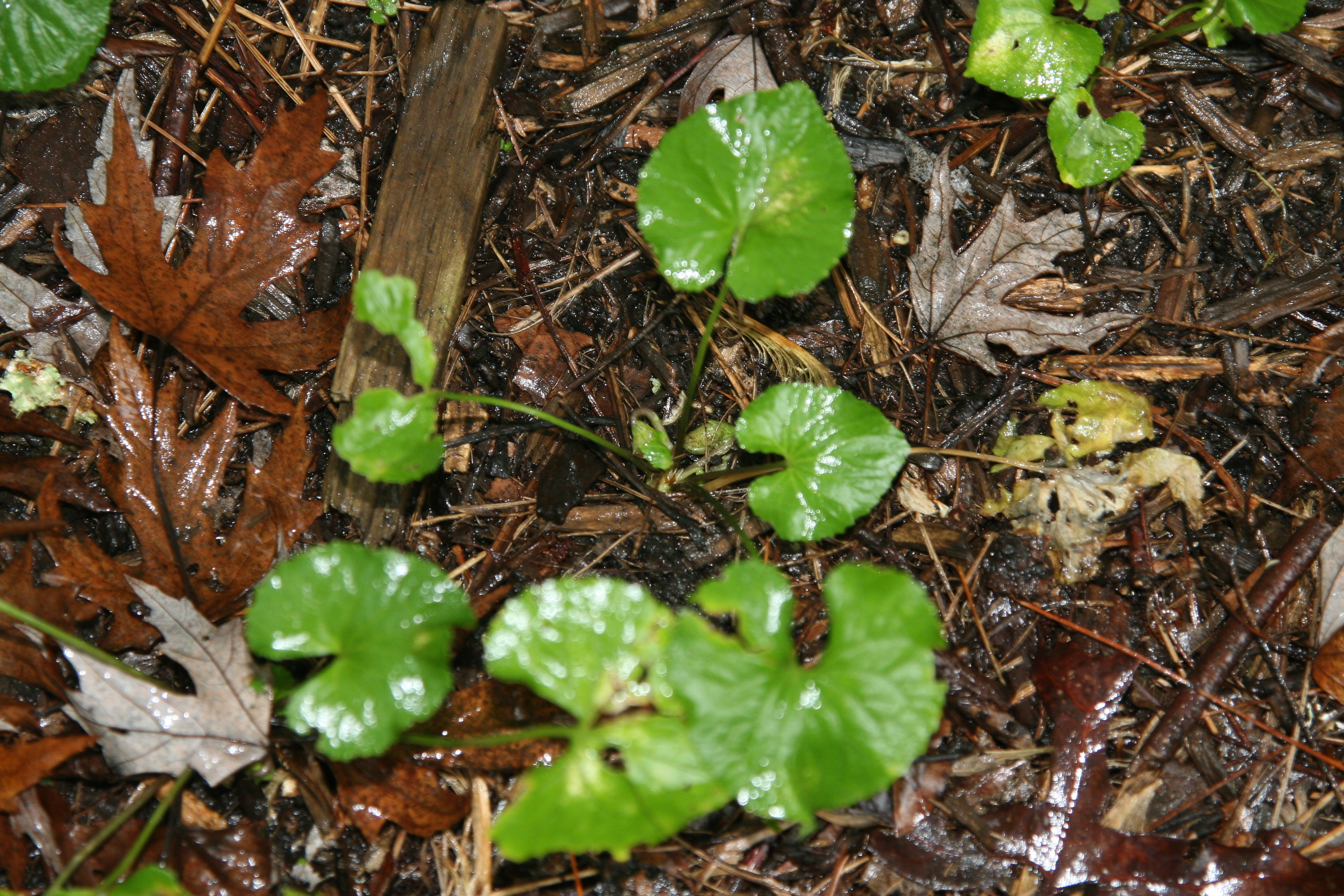
Jeune plante.
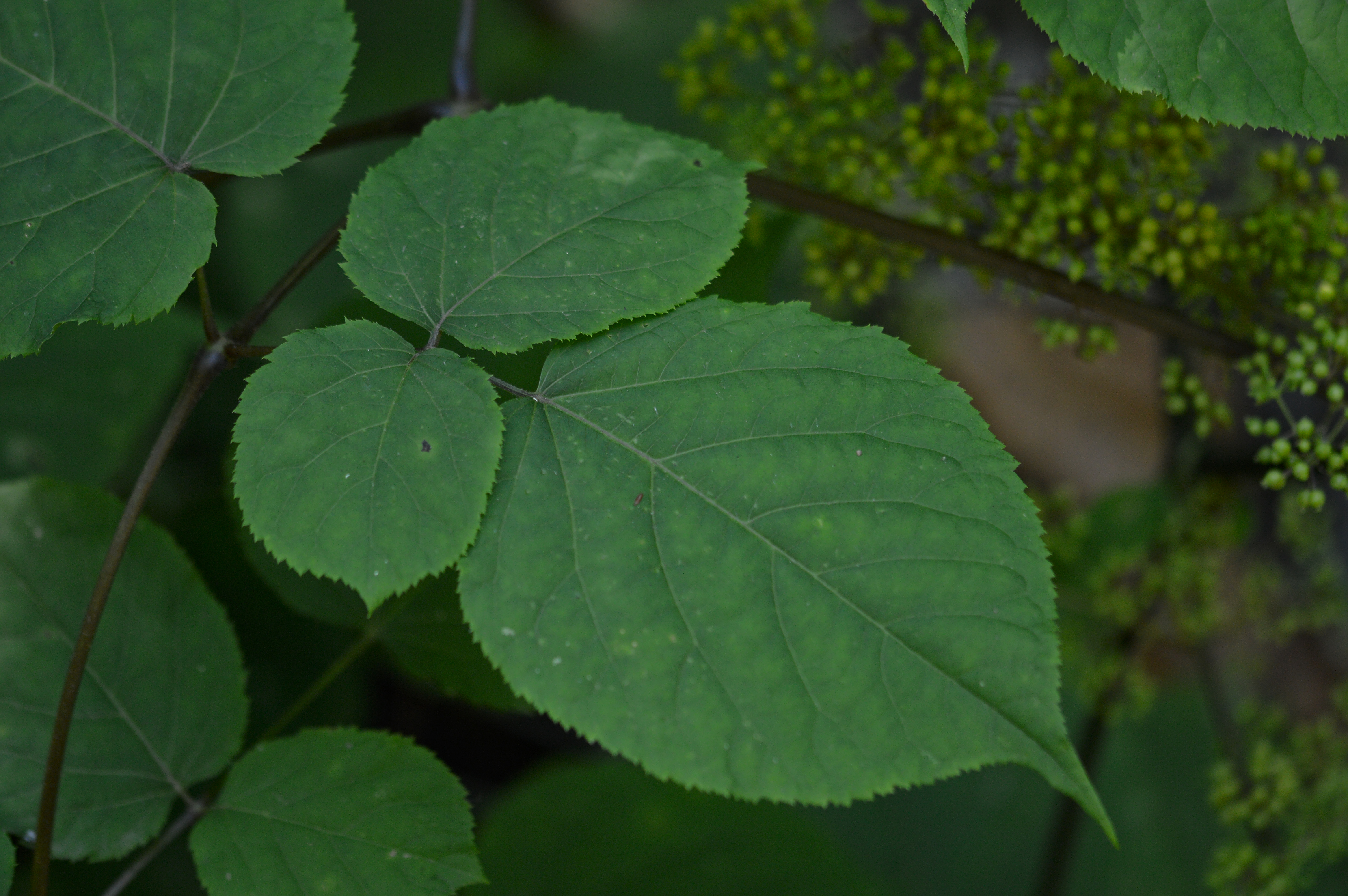
Tige et feuille.
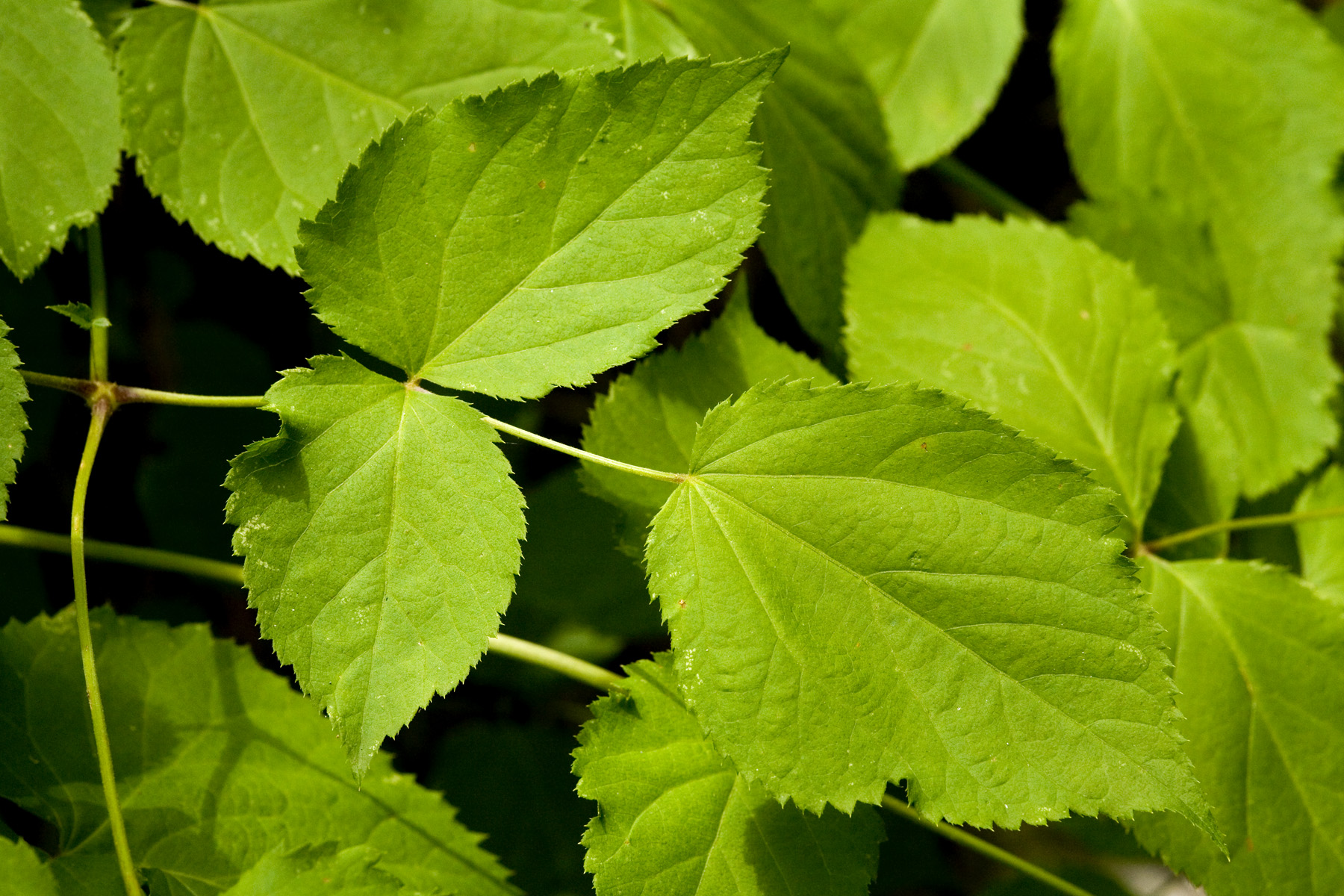
Feuilles.

C'est une plante herbacée vivace à feuillage caduc haute de 1 à 1,50 m. Elle se développe sur un rhizome épais et des racines épicées et aromatiques dont on se sert parfois pour parfumer le thé ou la bière. Elle émet de grandes tiges ramifiées non ligneuses portant de grandes feuilles disposées de façon alterne. Ces feuilles sont imparipennées, composées de 9 à 21 folioles de forme cordée, au contour dentelé et à nervation pennée,,.

### Appareil reproducteur

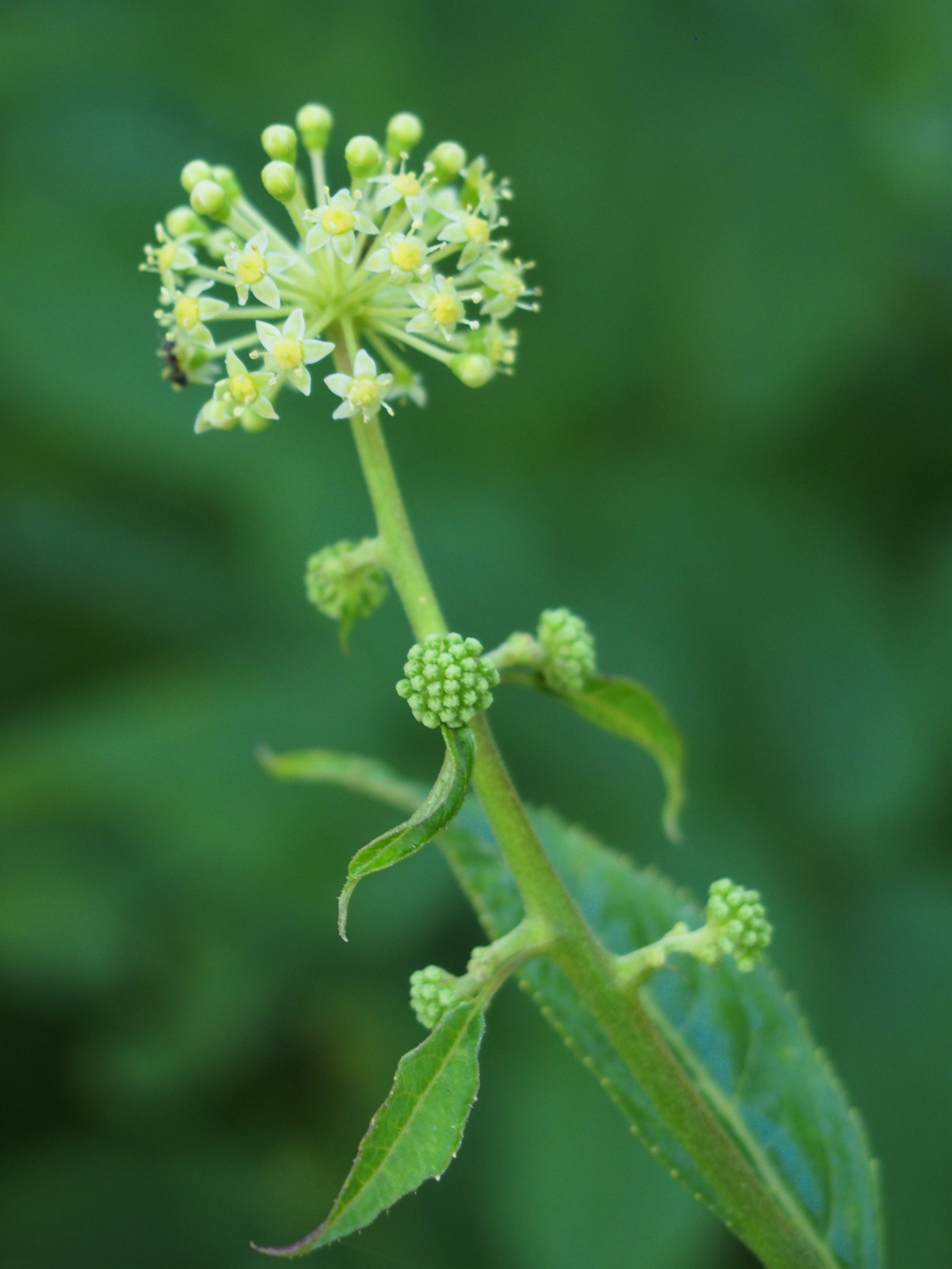
Fleurs.
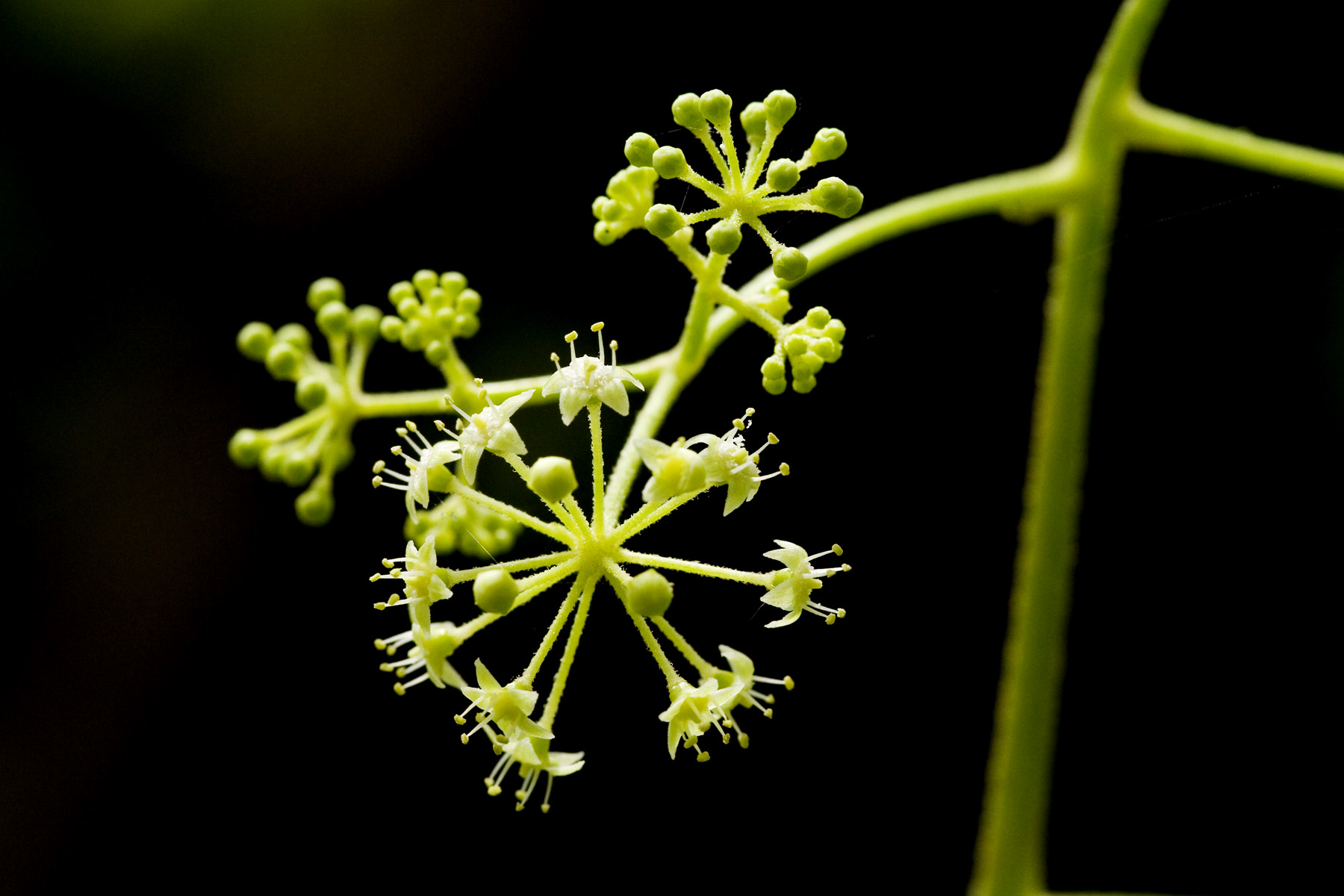
Inflorescence.
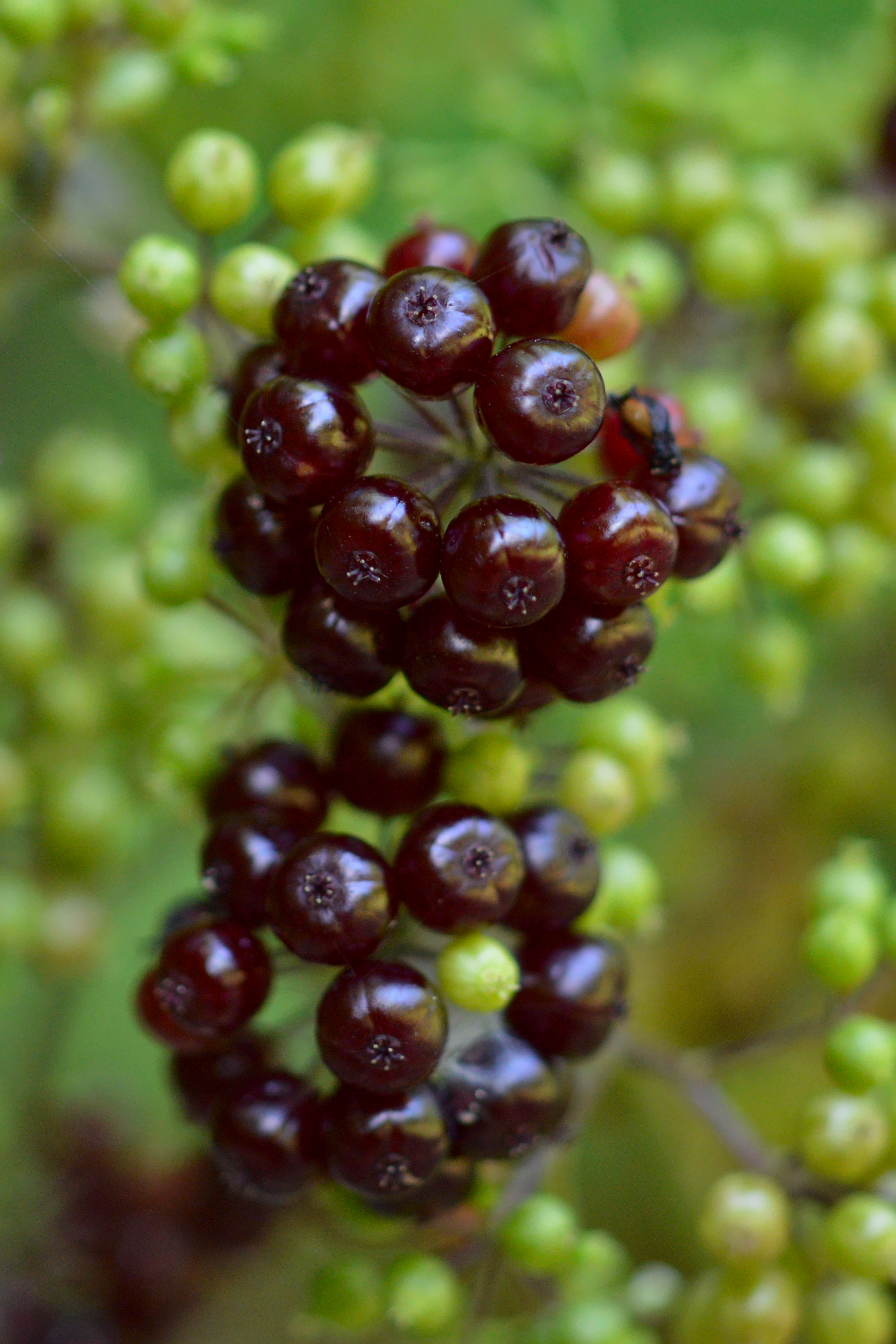
Baies.

L'Aralie à grappes est une plante hermaphrodite qui fleurit en juillet/août. Ses petites fleurs sont groupées en ombelles globuleuses formant à leur tour de longues panicules terminales ou axillaires. De couleur blanc verdâtre, elles présentent une corolle actinomorphe de 5 pétales et un androcée de 5 étamines. Ses fruits sont des baies de couleur pourpre foncé non comestibles hormis pour les oiseaux qui dispersent les graines de façon endozoochore.

## Habitat et distribution

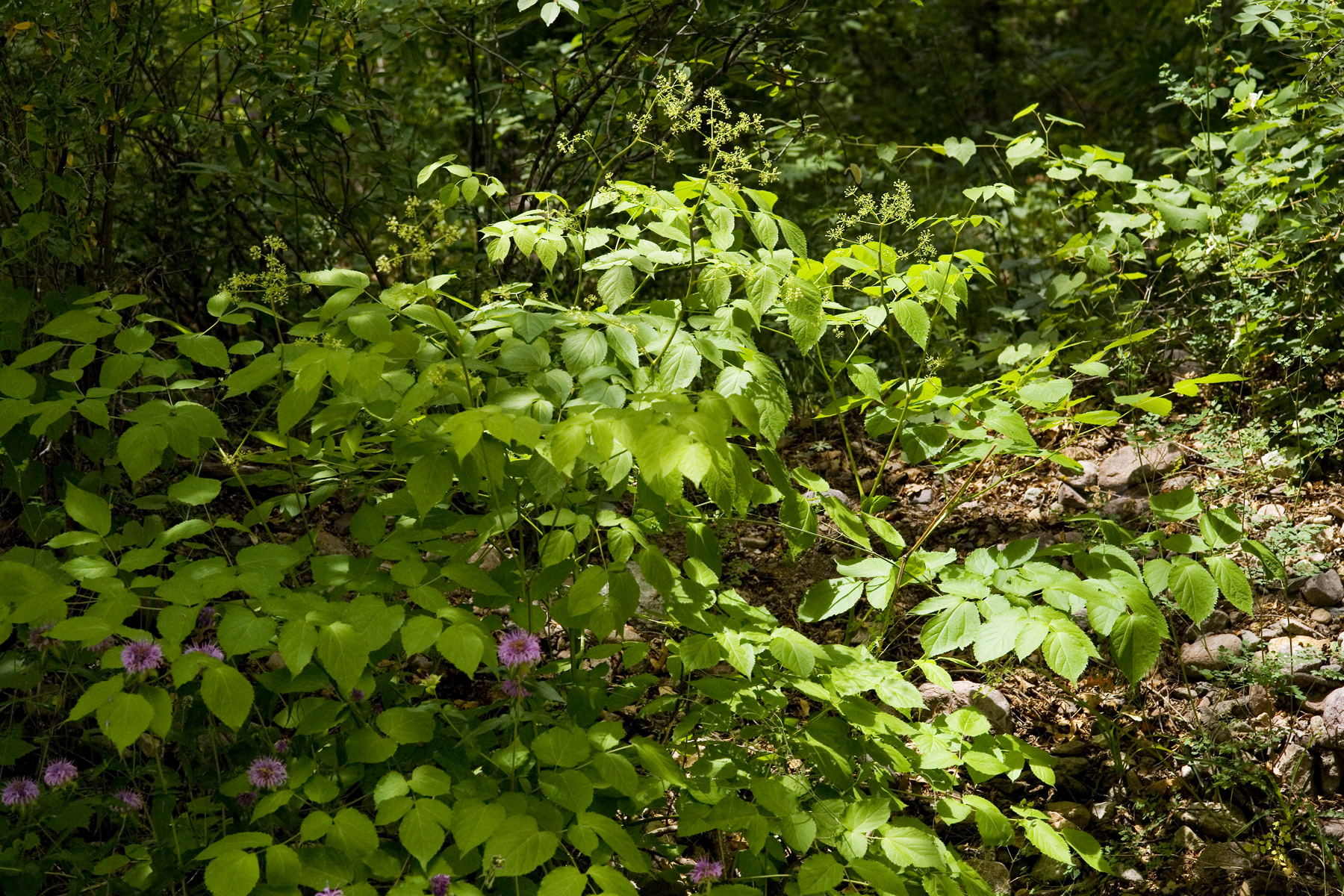
Aralie à grappes qui pousse dans une forêt.

Elle pousse dans les bois et fourrés riches et humides. Le nard est originaire de l'est de l'Amérique du Nord; il s'étend aussi loin au nord que la région de Batchewana dans le district d'Algoma et la région de Thunder Bay dans l'ouest de l'Ontario.

## Utilisations

### Médicinales
Cette espèce est utilisée en homéopathie et pharmacie pour traiter les crises d'asthme nocturne, toux spasmodique, rhume des foins et rhumatisme,.

### Alimentaires

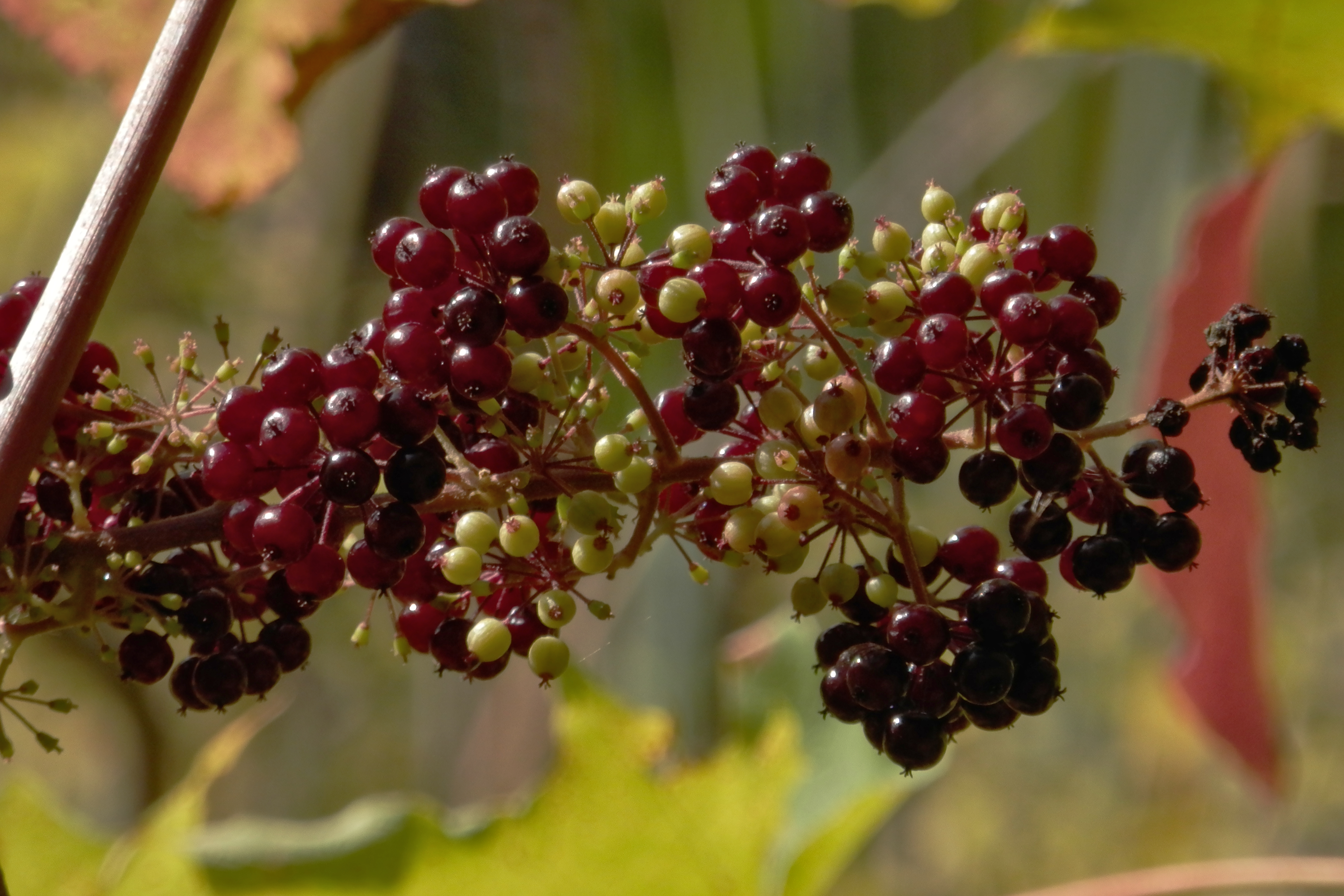
Grappe de baies.

Le rhizome est très odorant, il est utilisé pour aromatiser certaines boissons et possède de nombreuses vertus médicinales. Les baies peuvent être utilisées pour faire de la confiture.

## Culture
En verger potager forestier, en forêt jardinée, en lisière forestière, en trouée forestière, en bande riveraine.